# Raja Bell
Raja Bell (* 19. September 1976 in Saint Croix, Amerikanische Jungferninseln) ist ein ehemaliger US-amerikanischer Basketballspieler, der von 2001 bis 2013 in der NBA aktiv war. Der 1,96 Meter große Bell gehörte lange zu den besten Verteidigern der Liga und wurde in seiner Karriere zweimal ins NBA All-Defensive Team gewählt.

## Spielerkarriere
Bell war als Student Mitglied des Basketball-Hochschulmannschaft der Florida International University. Er überzeugte dort mit einem Punkteschnitt von 16,6 je Begegnung und war Mannschaftskapitän.
Im Draftverfahren der NBA im Jahr 1999 von er von keiner Mannschaft ausgewählt. Nachdem er in der Liga CBA für Furore gesorgt hatte, wurde er 2000 von den Philadelphia 76ers um Allen Iverson verpflichtet, spielte jedoch zunächst keine Rolle. Während der Playoffs konnte er sich in die Rotation spielen und erreichte mit den Sixers die Finalrunde gegen die Los Angeles Lakers, denen man mit 1:4 in fünf Spielen unterlag.
In der folgenden Spielzeit etablierte sich Bell als Rotationsspieler, der pro Spiel rund 12 Minuten Spielzeit bekam. Nach einem eher enttäuschenden Jahr schloss er sich den Dallas Mavericks um Jungstar Dirk Nowitzki an, wo er ebenfalls zunächst Bankspieler war.
Anschließend spielte er zwei Jahre bei den Utah Jazz, wo ihn Coach Jerry Sloan erstmals eine größere Rolle übertrug. Er kam nun auf 12 Punkte und 3 Rebounds pro Spiel und wurde zunehmend zum Führungsspieler.
Bell wechselte zur nächsten Saison zu den Phoenix Suns, wo Coach Mike D’Antoni, der ein Verfechter einer sehr offensiven „Run and gun“-Taktik war, Bell als Defensivspezialisten und Fastbreak-Abnehmer des Spielmachers Steve Nash einplante. Bell erzielte nun fast 15 Punkte pro Spiel, wurde zweimal ins NBA All-Defensive Team der besten Abwehrspieler gewählt, und erreichte mit den Suns zweimal die Western-Conference-Finals. Dort schieden die Suns unglücklich aus.
Während der Saison 2008/2009 wurde Bell zusammen mit Boris Diaw zu den Charlotte Bobcats transferiert. Im Gegenzug wechselte Jason Richardson zu den Suns. Trotz der besten Saison in der Geschichte der Bobcats verpasste man die Playoffs in der Eastern Conference.
Im Sommer 2010 wechselte Bell als Free Agent zu den Utah Jazz, wo er die Rolle des Stamm-Shooting-Guards einnahm. Während der Saison 2011/12 kam es zwischen Bell und Jazz-Coach Tyrone Corbin zu Unstimmigkeiten, in deren Folge Bell vom Management der Jazz für die Saison 2012/13 suspendiert wurde. Bemühungen den Vertrag aufzulösen scheiterten, sodass Bell zwar keine Spiele mehr für die Jazz bestritt, jedoch weiterhin unter Vertrag stand. Am 10. Februar 2013 wurde Bell von den Jazz entlassen.
Am 13. Februar 2014 verkündete Bell seinen Rücktritt vom Profisport.

## Nach der Spielerlaufbahn
Ab Oktober 2014 war Bell bei den Cleveland Cavaliers unter anderem für Reiseplanung, Buchungen von Unterkünften sowie Kartenanfragen der Angehörigen von Spielern zuständig. Im September 2015 schied er aus dem Amt, um sich verstärkt um seine Familie zu kümmern. Er arbeitete später unter anderem als Basketball-Kommentator für den Sender CBS und wurde Trainer an der American Heritage School in Plantation (US-Bundesstaat Florida).

## Privatleben
Bell ist der Sohn von Denise und Roger Bell, einer Sporttrainerin und eines Sportdirektors, die jeweils in ihrer Jugend selbst erfolgreiche College-Sportler waren. Er hat eine Schwester namens Tombi, die ebenfalls Basketball spielte und nach einer erfolgreichen College-Karriere auch Trainerin wurde. Er verbrachte seine Kindheit zuerst in St. Croix, bevor seine Familie nach Miami zog.
Im Juli 2004 heiratete Bell seine Freundin Cindy Green. Sie haben eine gemeinsame Tochter, Dia Bell, die Mai 2007 geboren wurde. Darüber hinaus ist Bell seit seiner Kindheit ein Vegetarier.